# Guapira sancarlosiana
Guapira sancarlosiana är en underblomsväxtart som beskrevs av Julian Alfred Steyermark. Guapira sancarlosiana ingår i släktet Guapira och familjen underblomsväxter. Inga underarter finns listade i Catalogue of Life.